# 浅間神社 (佐野市)
浅間神社（せんげんじんじゃ）は、栃木県佐野市嘉多山町にある神社。地名を冠して、嘉多山浅間神社（かたやませんげんじんじゃ）とも。

## 概要
弘長2年（1261年）創建。徳川時代に、上州館林藩（群馬県館林市）の鬼門除けになり、境内の整備が進められた。
戦後、神社境内地より良質の石灰石が発見されて採掘による粉塵被害が多くなったため、1971年（昭和46年）に現在地に遷座した。
葛生（くずう）地域の氏神として広く崇敬を受けている。

## 祭神
- 木花咲耶姫命

ほか7柱

### 祭事
- 1月1日 歳旦祭
- 1月1日～15日 初詣
- さくら開花時期 さくら祭り
- 4月29日 例大祭　　令和6年より5月1日より変更
- 10月19日 秋祭り
- 11月1日～30日 七五三
- 11月上旬 豊年祭